# Морозов, Иван Сергеевич (футболист)
Ива́н Серге́евич Моро́зов (укр. Іван Сергійович Морозов; 7 марта 1997, Николаев, Николаевская область, Украина) — украинский футболист, нападающий

## Игровая карьера
Иван Морозов родился 7 марта 1997 года. Четыре года занимался лёгкой атлетикой, после чего перешёл в футбол. Воспитанник СДЮШОР «Николаев». Первый тренер Александр Васильевич Чунихин. После завершения обучения около двух лет играл в чемпионате города. Весной 2016 года в составе МФК «Николаев» U-19 под руководством Владлена Науменко и Владимира Пономаренко становился победителем зимнего городского турнира, где с 5-ю мячами стал лучшим бомбардиром команды. Успехи нападающего были замечены тренерским штабом МФК «Николаев» во главе с Русланом Забранским, и форвард молодёжного состава был включён в список команды, которая провела зимний учебно-тренировочный сбор в Поляне (Закарпатье). После этих сборов Иван успел поиграть за ФК «Южноукраинск» в чемпионате области, а через полгода клуб первой лиги заключил с Морозовым двухлетний контракт.
Морозов дебютировал в составе «Николаева» 24 июля 2016 в проигранном (0:2) домашнем матче 1-го тура первой лиги против черниговской «Десны». Иван вышел на поле в стартовом составе, и на 46-й минуте его заменил Ваге Саркисян. В том же сезоне 2016/17 сыграл в составе «Николаева» в полуфинале Кубка Украины против киевского «Динамо», заменив в конце встречи Маури Пакоме.